# О’Кеннеди
О’Кеннеди (ирл. Ó Cinnéide, англ. O'Kennedy) — ирландский клан и королевская династия, септ клана Дал Кайс.

## История
Название клана О’Кеннеди произошло от имени отца Бриана Бору Кеннетига мак Лоркайна короля Томонда. О’Кеннеди происходили не от Бриана Бору, а от его старшего брата Дуннкана мак Кеннетига. Сын Дуннкана Махон был первым, кто называл себя О’Кеннеди, что в переводе означает внук Кеннетига.
О’Кеннеди является ветвью (септом) клана Дал Кайс, возглавляемого О’Брайенами. Они жили в восточном Клэре, северном Лимерике, Мейо и северном Типперэри в районе под названием Ормонд. Первоначально поселившись в Глеморе, близ Киллало в графстве Клэре, они мигрировали через реку Шаннон в Ормонд в графстве Типперэри после давления со стороны других септов в регионе (в основном О’Брайенов и Макнамаров) в XII веке. Анналы четырёх мастеров описывали О’Кеннеди в 1300 году как "бесспорных лордов Ормонда".
Такие топонимы, как Киллокеннеди в Клэре, Гаррикеннеди в Типперэри, указывают на их давнее присутствие в этом регионе.
Клан разделился на три ветви, названные по цвету волос их вождей: Донн (русый), Финн (белокурый) и Руадх (рыжий). Святой Руадхан мак Фергуса Бирн из Лорры являлся покровителем О’Кеннеди из Ормонда. Около 1600 года одна из ветвей мигрировала в графство Антрим, где многие представители О’Кеннеди всё ещё встречаются сегодня.
По мнению адъюнкт-профессора Университетского колледжа Дублина Даити О’Хогаина, существует родословная О’Кеннеди, происходящая непосредственно от Бриан Бору: "Имя Кеннеди также использовалось в прямой линии О’Брайенов. Например, одна ветвь рода, происходящая от короля Доннхада мак Бриайна поселилась в Ахерлое в южном Типперэри, носила фамилию О’Кеннеди. Другой Кеннетиг Уа Бриайн, внук того же Доннхада, был сильным противником своего родственника, короля Тойрделбаха Уа Бриайна, и по этой причине король Коннахта и Брейфне Аэд О’Руаирк, помог ему основать собственное королевство на границе Мита и Кавана. Это маленькое королевство было разбито войском Тойрделбаха в 1080 году, а сам Кеннетиг Уа Бриайн был убит в 1084 году в битве при Монекроноком, близ Лейкслипа. Однако связь с О’Руаирками из Брейфне не прервалась, поскольку люди, носившие фамилию О’Кеннеди, поселились в этом районе графства Литрим. Они также были известны под названием Мюимхнеах (человек из Манстера), которое было англицизировано в фамилию Мимнах и Миннах".
Также, усугубляя путаницу, есть Кеннеди из Ольстера на севере Ирландии. Кеннеди, которые поселились в Ольстере, в основном шотландского происхождения с территорий Галлоуэя и Айршира, расположенных сразу за Ирландским морем. Шотландские Кеннеди в основном были плантаторами в Ольстере, а некоторые отправились на юг в Дублин и смешались с ирландским кланом.
После Чёрной смерти в Ирландии началось возрождение ирландского языка, поскольку чума сильнее поразила норманнов в урбанизированных районах. Главными соперниками О’Кеннеди были Батлеры, графы Ормонда. Обе семьи подписали мирный договор в 1336 году, а затем ещё один в 1347 году. Последний был разорван, когда О’Кеннеди со своими ирландскими союзниками, О’Брайенами и О’Кэрроллами, напали на Ненах и сожгли его. О’Кеннеди смогли использовать конфликт между Батлерами и Фицджеральдами, чтобы нападать на Батлеров всякий раз, когда они были заняты нападками со стороны графа Десмонда. О’Кеннеди и их ирландские союзники смогли изгнать династию Батлеров из замка Ненах в 1391 году и обосноваться там (изгнанные Батлеры перебрались в замок Килкенни).

## Замки О’Кеннеди
Большинство замков О’Кеннеди были расположены недалеко от Ненаха в графстве Типперэри. Следующие замки были построены кланом или принадлежали им:
- Замок Баллинтотти
- Замок Балликаппл
- Замок Дроминир
- Замок Гаррикеннеди
- Замок Лакин
- Замок Ненах
- Замок Най
- Замок Урра
- Замок Баллиартелла